# Kryddböna
Kryddböna är frökärnan hos Nectandra puchury, ett i Brasilien inhemskt träd.
Lukt och smak påminner om sassafras och muskot, och den har använts som ersättning för muskot. Kryddbönan utnyttjades tidigare även som läkemedel.